# Fronhof (Augsburg)

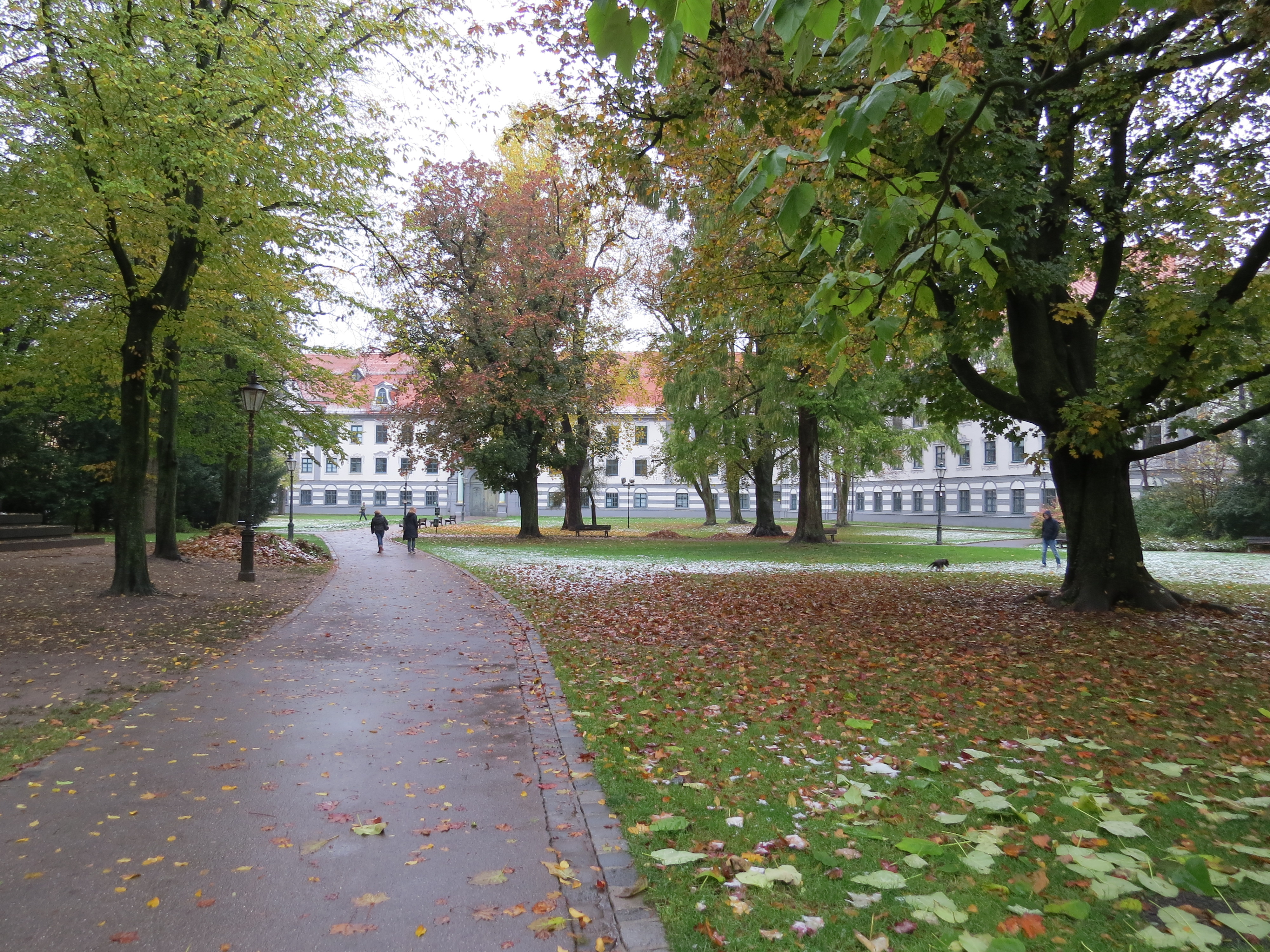
Blick in den Fronhof

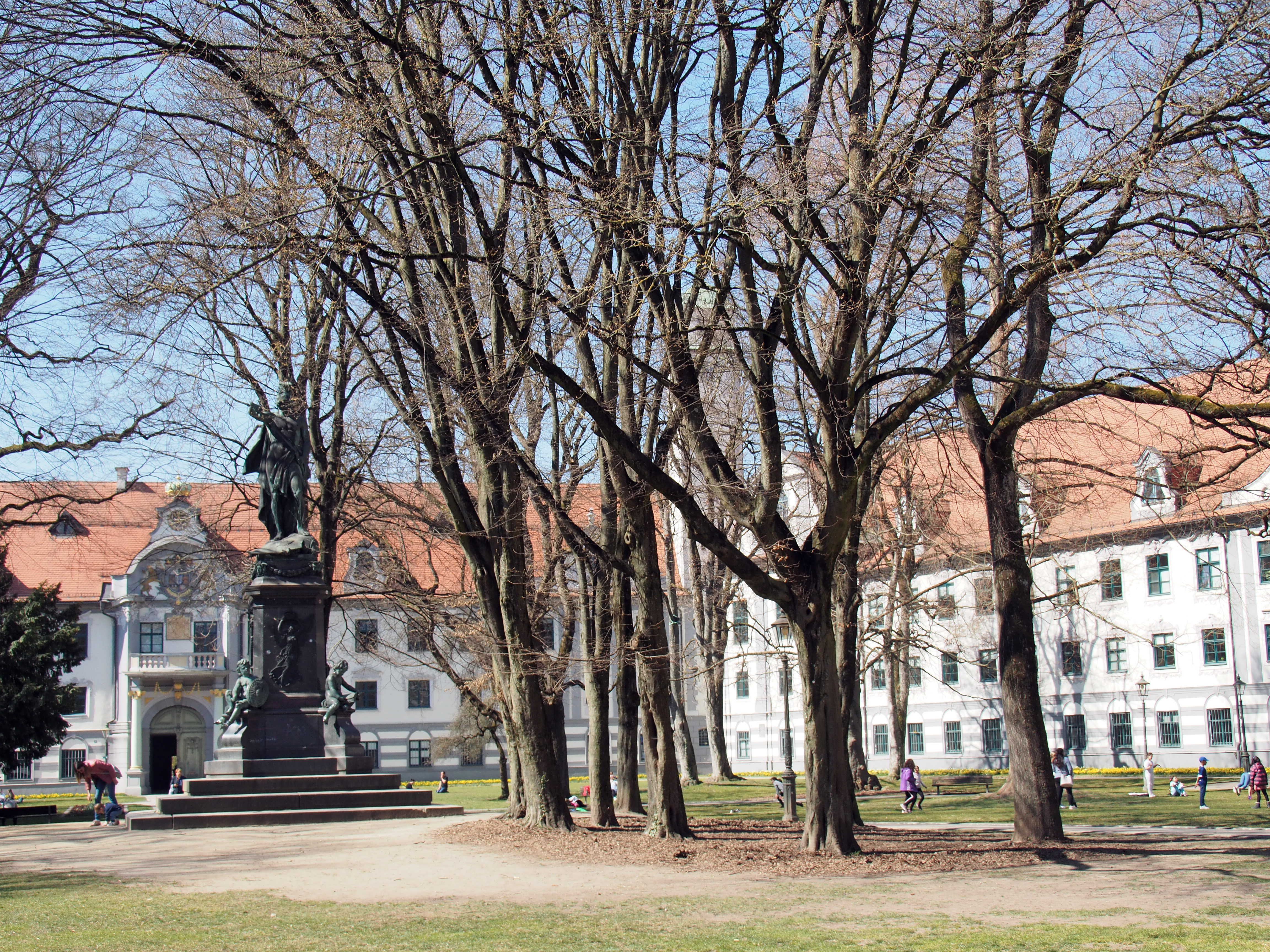
Der Fronhof mit dem Denkmal zum Deutsch-Französischen Krieg 1870–1871

Der Fronhof ist eine Grünanlage in der Innenstadt von Augsburg. Er ist im Norden und Westen umgeben von der ehemaligen fürstbischöflichen Residenz, heute Sitz der Regierung von Schwaben. Im Osten befindet sich der Augsburger Dom mitsamt Domvorplatz und Römermauer. Südlich grenzt eine Häuserzeile – darunter auch der Burggrafenturm – sowie die Peutingerstraße an den Fronhof. Der Fronhof als Grünanlage ist nicht zu verwechseln mit der Straße Fronhof, die sich etwas weiter westlich beim Hofgarten befindet.

## Namensherkunft
Der Namen leitet sich vom mittelhochdeutschen vrôn ab und deutet darauf hin, dass der Hof dem geistlichen oder weltlichen Herrn gehörte (siehe dazu auch Fron).

## Geschichte

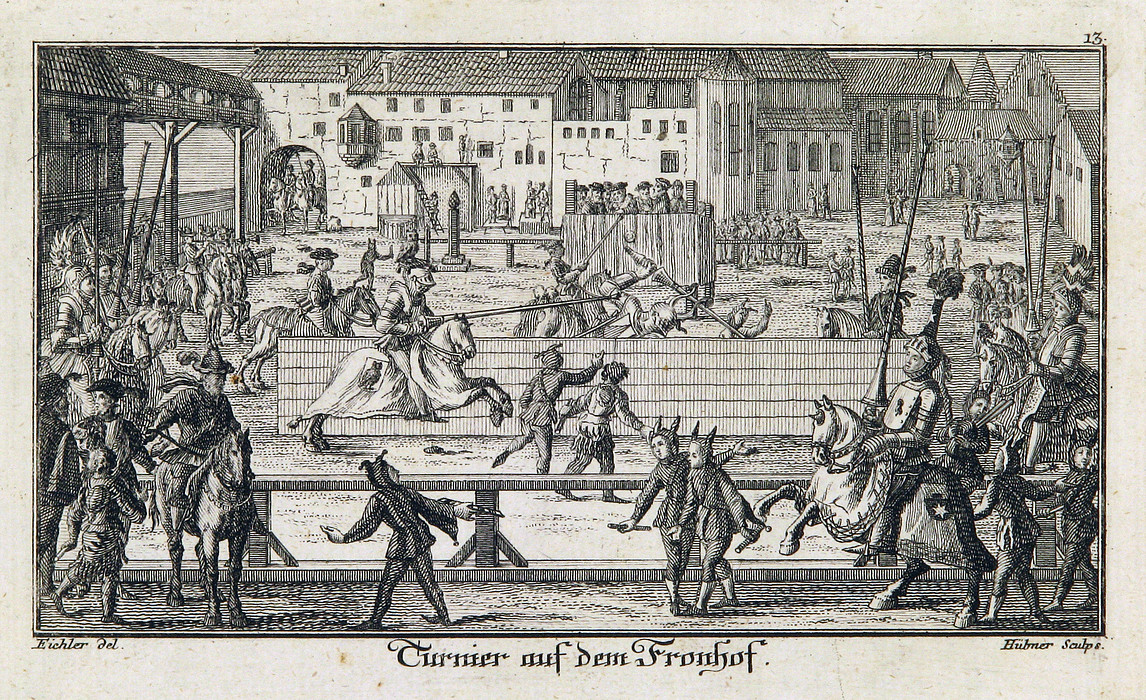
Turnier auf dem Fronhof (1765)

Im Laufe seines Bestehens wurde der Fronhof auf verschiedene Arten genutzt. Ursprünglich war der Fronhof ein Herrenhof, der zur einstigen Bischofspfalz bzw. zur späteren fürstbischöflichen Residenz gehörte und als Fest- und Turnierplatz diente. So wurden dort zwischen 1400 und 1550 rund 45 Turniere ausgetragen. Anlass war meist der Besuch eines Königs oder Kaisers. Im Jahre 1806 kam die Residenz mit der Freien Reichsstadt Augsburg zum Königreich Bayern und in der Folge gestaltete die Besatzungsmacht Bayern den Fronhof zum Paradeplatz um. Dafür wurden 1809 drei Kapellen abgebrochen und zwei Friedhöfe zerstört, um im Herzen der ehemals Freien Reichsstadt Paraden der Besatzungstruppen abnehmen zu können.
Zur Umwandlung in einen Park kam es erst, nachdem anlässlich des gerade beendeten Deutsch-Französischen-Krieges ein Sieges- und Friedensdenkmal im Jahre 1876 auf dem Platz errichtet wurde. Ab 1878 erfolgte dann die Umgestaltung zum Park. Die sogenannte Römermauer, die den Fronhof vom Domvorplatz abtrennt, wurde 1954 errichtet. 1956 ergänzte die Stadt zwischen dem Burggrafenturm und der Residenz noch einen schmiedeeisernen Gitterzaun mitsamt Tor und Betonpfeilern. Der Gitterzaun im Rokoko-Stil befand sich ursprünglich im Innenhof der Schüleschen Kattunfabrik vor dem Roten Tor.